# Vicky e il suo cucciolo
Vicky e il suo cucciolo (Mystère) è un film del 2022 diretto da Denis Imbert.

## Trama
Stéphane è un uomo vedovo che con la figlia Victoria decide di trasferirsi nelle magnifiche montagne del Cantal per spingere la figlia a superare il mutismo dovuto alla scomparsa della madre. Durante una passeggiata nella foresta un pastore affida un cucciolo di lupo chiamato Mystère che riesce lentamente a far ritrovare la gioia nella bambina. Nonostante gli avvertimenti e i pericoli il padre non riuscirà a separare sua figlia dal cucciolo.

## Distribuzione
Il film è stato distribuito nelle sale cinematografiche italiane il 5 gennaio 2022.